# Dongshan (socken i Kina, Sichuan, lat 31,79, long 107,28)
Dongshan (kinesiska: 东山乡, 东山) är en socken i Kina. Den ligger i provinsen Sichuan, i den sydvästra delen av landet, omkring 330 kilometer öster om provinshuvudstaden Chengdu.
Genomsnittlig årsnederbörd är 1 649 millimeter. Den regnigaste månaden är juli, med i genomsnitt 310 mm nederbörd, och den torraste är december, med 10 mm nederbörd.